# نيك جونسون (لاعب هوكي الجليد)
نيك جونسون (بالإنجليزية: Nick Johnson)‏ (و. 1985  م) هو لاعب هوكي الجليد كندي، ولد في كالغاري.
.

## روابط خارجية
- نيك جونسون على موقع دوري الهوكي الوطني (الإنجليزية)
- نيك جونسون على موقع قاعة مشاهير الهوكي (لاعب أن.إتش.أل) (الإنجليزية)
- نيك جونسون على موقع EliteProspects.com (الإنجليزية)
- نيك جونسون على موقع HockeyDB.com (الإنجليزية)
- نيك جونسون على موقع Hockey-Reference.com (الإنجليزية)